# Руспо-Коле Салардо (Фрозиноне)
Руспо-Коле Салардо је насеље у Италији у округу Фрозиноне, региону Лацио.
Према процени из 2011. у насељу је живело 35 становника. Насеље се налази на надморској висини од 226 м.